# Chaudhuriidae
Famille
Chaudhuriidae est une famille de poissons d'eau douce et de l'ordre des Synbranchiformes.
Les Chaudhuriidae ou anguilles vers de terre, aussi connu comme les anguilles à épines réduites, sont une famille de petits poissons d'eau douce liées aux anguilles des marais (Synbranchidae) et aux anguilles épineuses (Mastacembelidae). Les 10 espèces connues (2015) ont littéralement une taille et une forme de vers de terre, d'où le nom de leur famille. L’espèce d’anguille birmane Chaudhuria caudata a été signalé dans le lac Inle par Nelson Annandale, en 1918, les autres ont été récemment rapportés (depuis les années 1970), tous dans la région d’Asie de l'Est, de l'Inde à la Corée.
Les nageoires dorsale et anale sont dépourvues d’épines, et chez les genres Nagaichthys et Pillaia elles sont fusionnées avec la nageoire caudale. Dans les autres genres, le caudal est petit mais distinct. Leurs corps n’ont pas d’écailles. Les quelques spécimens trouvés à ce jour mesure plus de 8 centimètres, et l’espèce Nagaichthys filipes est connu pour atteindre que 3,1 centimètres seulement. Les yeux sont petits et recouvert d'une peau épaisse.
Peu où presque rien des habitudes et de la biologie des Chaudhuriidae n’est connu. Le nom de famille « Chaudhuriidae » vient d'un nom local birman donné a une espèce.

## Liste de genres
Selon FishBase 6 genres et 10 espèces sont représentés:
- genre Bihunichthys Kottelat & K. K. P. Lim, 1994
  - Bihunichthys monopteroides Kottelat & Lim, 1994

- genre Chaudhuria Annandale, 1918
  - Chaudhuria caudata Annandale, 1918
  - Chaudhuria fusipinnis Kottelat & Britz, 2000
  - Chaudhuria ritvae Britz, 2010

- genre Chendol Kottelat & K. K. P. Lim, 1994
  - Chendol keelini Kottelat & Lim, 1994
  - Chendol lubricus Kottelat & Lim, 1994

- genre Garo Yazdani & Talwar, 1981
  - Garo khajuriai (Talwar, Yazdani & Kundu, 1977)

- genre Nagaichthys Kottelat & K. K. P. Lim, 1991
  - Nagaichthys filipes Kottelat & Lim, 1991

- genre Pillaia Yazdani, 1972
  - Pillaia indica Yazdani, 1972
  - Pillaia kachinica Kullander, Britz & Fang, 2000

## Sources
- Annandale, N. 1918. Fish and fisheries of the Inlé Lake. Records of the Indian Museum, 14: 33–64
- Kullander, S.O., R. Britz & F. Fang. 2000. Pillaia kachinica, a new chaudhuriid fish from Myanmar, with observations on the genus Garo (Teleostei: Chaudhuriidae). Ichthyological Exploration of Freshwaters, 11: 327–334.
- Kerle, R., R. Britz & K.L. Ng 2000. Habitat preference, reproduction and diet of the earthworm eel, Chendol keelini (Teleostei: Chaudhuriidae). Env. Biol. Fishes 57(4): 413–422.
- Ferraris, Carl J. Sven O. Kullander, Fang Fang, « Earthworm eels (Chaudhuriidae) in Myanmar » [archive du 23 octobre 2004], 10 janvier 2004 (consulté le 14 août 2006)